# بیاتریس ارمسترانگ
بیاتریس ارمسترانگ (انگلیسی: Beatrice Armstrong; ۱۱ ژانویهٔ ۱۸۹۴ – ۱۲ مارس ۱۹۸۱) شیرجه‌رو اهل بریتانیا بود.